# Елвис Ј. Куртовић
Елвис Ј. Куртовић, правим именом Мирко Срдић (рођен 1962. у Сарајеву) је босанскохерцеговачки музичар.

## Историја групе
Мирко Срдић познатији као Елвис Ј. Куртовић 1983. године основао је групу Elvis J. Kurtović & His Meteors.
Први албум „Митови и легенде о краљу Елвису“ објављен је за РТВ Љубљана 1984. године у продукцији Горана Марића познатијег као Малколм Мухарем, Горана Вејводе и Мирка Срдића.
Албум је снимљен у студију „Акваријус“.
На првом албуму поставу су чинили:
- Зијо (гитара),
- Ризо (вокал),
- Фићо (бас) и
- Харе (бубњеви).

На албуму је клавијатуре свирала Маргита Стефановић (ЕКВ). Поред песме „Фолк репинг“ на албуму су се нашле обраде групе The Who „Pinball wizard (Ћиза визард)“, „Кад се бабо врати кући пијан“ и „Башчарши ханумен“.
Други албум „Да бог да црк'о рок'н'рол“ снимљен је у студију Тиволи у Љубљани и објављен је 1985. године.
На албуму су свирали Зијо, Ризо, Харе, Пока и Фићо, а помогли су им клавијатурист Борут Чинч и Ања Рупел.
Поред пјесме „Да бог да црк'о рок'н'рол“ обраде Ролингстонса, издвајају се песме „Сурфинг ет бембаша“ и „Носила је љепоту ко проклетство“.
Трећи албум „The wonderful world of private business“ или „Чудесан свет приватлука“ објављен је 1988. године у продукцији Мустафе Ченгића.
Поставу групе на трећем албуму чинили су: Елвис, Сергеј Кресо (бубњеви), Јура Пауновић (клавијатуре), Звонимир Матић (бас), Саша Струњаш (гитара) и Горан Петрановић (вокали).
Специјални гост у песми „Ејк рапинг“ био је др Неле Карајлић.
Са трећег албума издваја се песма „Хајле Селасије“ и „Шта да ради Инсан“.
Група је престала деловати 1989. године.

## Име групе
У тренутку када је Мирко Срдић тј. Елвис Ј. Куртовић направио бенд, у суседству му је живео Јасмин Куртовић, велики љубитељ рокенрола.
Када се Јасмин оженио и добио сина, дао му је име Елвис.
То је раја из Надреалиста одмах узела на зезанцију да му је дао име по легендарном певачу.
Тако су они свом безименом бенду у тој кошевској гаражи дали име Елвис Јасмина Куртовић.
И ту је дошло до несугласица.
Јасмин Куртовић их је тужио и суд је забранио употребу тог имена, али ови га више нису писали као Јасмина већ су то Ј (џеј) претворили у Ј (џи) како не би асоцирало на суседа Јасмина.
Након пар година се Јасмин преселио са Кошева на ново изграђену Добрињу, а Елвис Ј. Куртовић и његови метеори су постали популарни са неколико снимљених песама.

## Нови Примитивизам
Године 1983. оснивају се бендови који је требало да представљају окосницу антипокрета који је ова група младих у 20-им годинама хтела основати: Забрањено пушење, Елвис Ј. Куртовић и његови метеори и Црвена јабука. Вође овог покрета, ослоњеног на пунк (прва, далека веза са „Пајтоновцима“ који су у Енглеској посејали семе панка), били су Ненад Јанковић (др Неле Карајлић), Мирко Срдић тј. Елвис Ј. Куртовић, који је и дао име покрету, Сејо Сексон, Бранко Ђурић Ђуро, Дражен Ричл Зијо и Зенит Ђозић (Зена - Страшимир - Ђипало Јунуз).

## Дискографија
- Митови и легенде о краљу Елвису, 1984.
- Да бог да црк'о рок'н'рол, 1985.
- , 1988.
- Хитови '83-'88 (Компилација), 1996.
- Најгори хитови (Компилација), 1998.
- То сам ја (онлајн издање), 2002.